# Emre Belözoğlu
Emre Belözoğlu (Istanbul, 7 de setembre del 1980) és un futbolista turc, que juga a la posició de migcampista al Fenerbahçe Spor Kulübü i la selecció de futbol de Turquia.

## Trajectòria esportiva
Va formar part de l'equip del Galatasaray Spor Kulübü que va guanyar la Copa de la UEFA i la Supercopa d'Europa de futbol de l'any 2000 i de la selecció turca que va acabar tercera a la Copa del món de 2002. Amb el Galatasaray també fou diverses cop campió de la lliga i copa turca.
El 2001 fou transferit a l'Inter de Milà i el 14 de juliol de 2005, marxà al Newcastle United amb una transferència de £3,8 milions.
L'any 2004 fou escollit per Pelé dins del FIFA 100 com un dels 125 millors futbolistes vius.
El 31 d'agost de 2012 fou suplent en el partit que decidia la Supercopa d'Europa 2012, contra el Chelsea FC a Mònaco, i que l'Atlético de Madrid guanyà per 4 a 1. Emre entrà al minut 87 en substitució de Radamel Falcao.

## Palmarès
- Copa del Món de futbol 2002: 3a posició
- Copa de la UEFA (1): 1999-2000
- Supercopa d'Europa de futbol (2): 2000 i 2012[4]
- Copa Intertoto (1): 2006
- Lliga turca de futbol (3): 1997-1998, 1998-1999, 1999-2000
- Copa turca de futbol (2): 1999, 2000
- Copa italiana de futbol (1): 2004-05